# Čerňovice (přírodní památka)
Čerňovice je přírodní památka jižně od obce Čerňovice v okrese Plzeň-sever. Chráněné území je v péči Krajského úřadu Plzeňského kraje.

## Předmět ochrany
Důvodem ochrany jsou skalnaté stráně nad Mží s teplomilnou květenou.